# Оленокостянтинівка

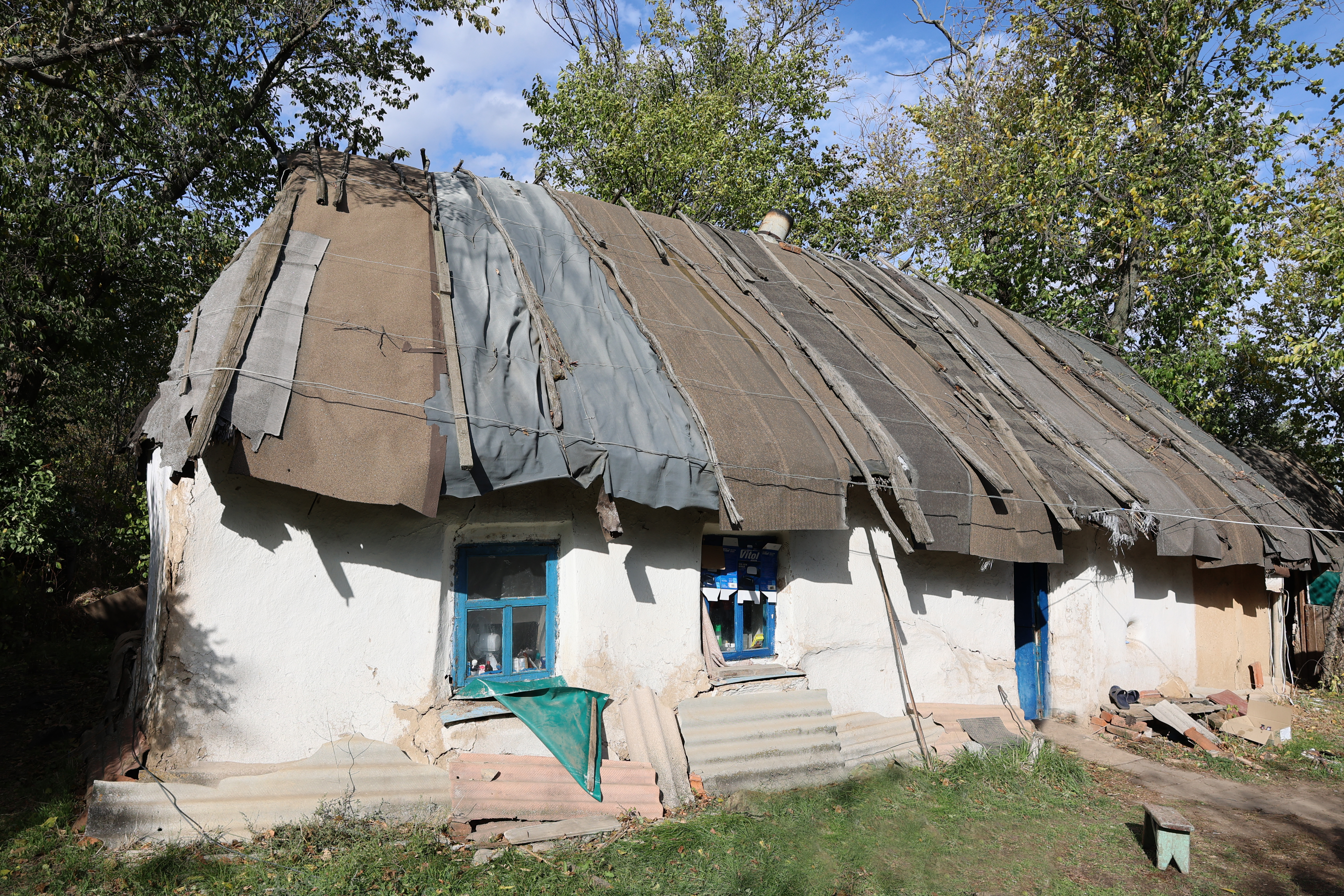
Будинок родини Кривошеєнко 1929 р.

Оленокостянти́нівка — село в Україні, у Воздвижівській ТГ Пологівського районіу Запорізької області. Населення на 2001 р. становило 43 осіб. Орган місцевого самоврядування — Воздвижівська сільська громада. На 2023 р. у селі по факту проживало до 10 осіб. 

## Географія
Село Олено-Костянтинівка знаходиться на лівому березі річки Гайчур, вище за течією на відстані 2 км розташоване село Зелене, нижче за течією на відстані 2 км розташоване село Прилуки, на протилежному березі — село Варварівка. На півночі села протікає балка Горіхова а на півдні б.Скотовата, що впадають у річку Гайчул.

## Історія
Першими населеними пунктами які виникли на території села були хутори Оленокостянтинівка (у північній частині сучасного села) та Кирилівка (у південній частині). Обидва населені пункти були приватновласницькими- тобто належали поміщикам. 
Хутір Оленокостянтинівка старіший - він був заснований  на рубежі XVIII - поч. XIX ст, як поміщицький. Вже у першій чверті ХІХ ст. складався з двох окремих населених пунктів названих за іменами. Власне сама Оленокостянтинівка та Григорівка. 
В 1850 р. Оленокостянтинівка була у власності спадкоємців колезького реєстратора Григорія Петровича Марченка. При хуторі було приписано 65 жителів. 
А Григорівка в 1850 р. належала донькам Григорія Марченка - Ганні, Уляні та Парасці. На 1859 р. у невеликому селі яке виросло біля поміщицької садиби мешкала 301 особа. 
Часто для позначення обох населених пунктів вживалась одна назва Оленокостянтинівка.
Хутір Кирилівка заснований на початку ХІХ ст. У 1888 р. згадується як такий, яким володіла родина Шереметьєвих. 
Землі обох хуторів йшли смугами від річки Гайчур на захід майже до межі сучасного залізничного полотна. 
Територія обох хуторів ніби обмежувалась балками Гороховою (на півночі) та Скотоватою (на півдні). 
З 1870-х рр. регіон активно починають освоювати меноніти з колоній Гальбштадтського округу, які скуповують та беруть в оренду поміщицькі землі, а на місці викуплених колишніх старих садиб будують свої величезні сучасні економії з усіма досягненнями тодішньої цивілізації. 
Територію цих двох хуторів фактично повністю скупила менонітська родина Вінсів.
На 1878 рік більшістю земель володів Яків Генріхович Вінс. А на місці старих садиб будується велика менонітська економія Гохфельд. 
Старі назви Оленокостянтинівка та Кирилівка вже перестають вживатись.
Пізніше хутір Гохфельд ділиться між ріднею та спадкоємцями Якова Генріховича. 
На початок ХХ ст. налічувалось вже 3 окремі хутори Гохфельд 1, Гохфельд 2 та Гохфельд 3.  Власниками хуторів у 1897 р. були вдова Марта Генріхівнна Вінс та ії діти Яков Генріхович Вінс, Дітріх Генріхович Вінс, Іоган Генріхович Вінс, Гергард Генріхович Вінс, Катаріна Генріхівна Вінс  та Ганна Генріхівна Нейфельд. На хуторах меноніти налагодили високотехнологічне господарство із усілякими технічними новинками (механізоване сільське господарство, водопроводи, парові млини, електрика тощо). 
При хуторах окрім самих власників та членів їх родин селились меноніти-колоністи із бідніших родин які працювали на господарстві, а також українські селяни-батраки та сезонні робітники. 
7 (20) листопада 1917 року, відповідно до Третього Універсалу Української Центральної Ради, увійшло до складу Української Народної Республіки. 
В період Української революції 1917-21 рр. хутори Гохфельд піддавались численним пограбуванням та розоренню як і більшість менонітських економій регіону. Зокрема махновська армія поповнювала свою матеріально-технічну базу за рахунок майна таких економій. Більшість махновських тачанок якраз були реквізовані з менонітських чи німецьких хуторів та колоній. 
Родини власників тікали зі своїх домівок до колоній з яких вони були вихідцями, до великих міст чи за кордон. 

На початок 1920-х рр. ці економії були розграбовані, спалені та спустошені. Після приходу до влади більшовиків землі хуторів були націоналізовані та переділені, а на їх місці виникали нові села. 
Власне, так і почало свою історію село Жовтневе у 1921-22 рр. яке було назване більшовиками в честь "Жовтневої революції". Першими поселенцями села були родини з с.Воздвижівки, м.Гуляйполя та навколишніх хуторів. У 1920-х село активно заселялось, вибудовувалась пропорція однієї вулиці. У 1926 р. у селі вже мешкало 46 осіб.

В 1932-33 рр. селом особливо жорстко прокотились події  голодомору організованого радянською владою. 
На 1938 р. населення села складало 236 осіб. У селі діяла початкова школа. 

Після німецької окупації та закінчення Другої світової війни у досить спорожніле село починає прибувати строкате населення. Це і переселенці та примусово виселені українці із Галичини, Білорусії так і українці з полтавщини та сіл регіону. 
Найпоширеніші прізвища другої половини ХХ ст. у селі: Дерев'янко, Кривошеєнко, Хохотва, Кушнір, Піддубні, Землянко, Гаценко, Титаренко, Токаренко, Омельков. 

До нашого часу у селі збереглось два будинки початку 1920-х рр. які будували родини перших поселенців села Жовтневого. 
Від колишніх економій Гохфельд у селі не лишилось жодного сліду. 
На 2023 р. у селі лишилось 3-4 садиби.
Село внесено до переліку населених пунктів, які потрібно було перейменувати згідно із законом «Про засудження комуністичного та націонал-соціалістичного (нацистського) тоталітарних режимів в Україні та заборону пропаганди їхньої символіки».
У 2016 році селу повернуто стару назву Оленокостянтинівка. 
19 липня 2020 року, в результаті адміністративно-територіальної реформи та ліквідації Гуляйпільського району, село увійшло до складу новоутвореного Пологівського району. 

## Населення
Згідно з переписом УРСР 1989 року чисельність наявного населення села становила 74 особи, з яких 30 чоловіків та 44 жінки.
За переписом населення України 2001 року в селі мешкали 43 особи.

### Мова
Розподіл населення за рідною мовою за даними перепису 2001 року:
| Мова       | Відсоток |
| ---------- | -------- |
| українська | 86,05 %  |
| російська  | 9,30 %   |
| білоруська | 2,33 %   |
| гагаузька  | 2,33 %   |

## Фото

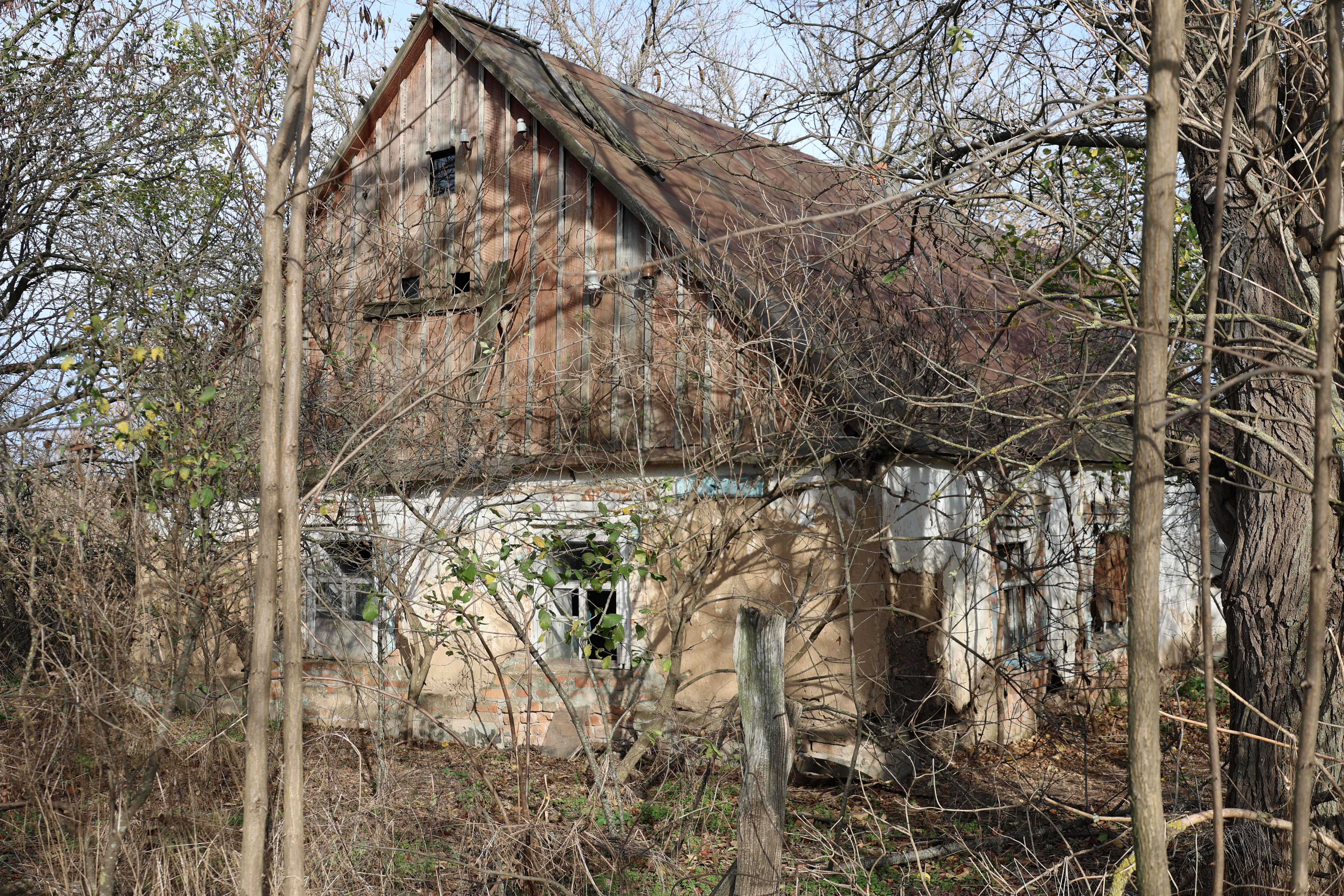
Будинок середини 1920-х рр.